# NGC 6385
NGC 6385 est une galaxie spirale barrée située dans la constellation du Dragon. Sa vitesse par rapport au fond diffus cosmologique est de 3 294 ± 4 km/s, ce qui correspond à une distance de Hubble de 48,6 ± 3,4 Mpc (∼159 millions d'al). NGC 6385 a été découverte par l'astronome américain Lewis Swift en 1886.
La classe de luminosité de NGC 6385 est I et elle présente une large raie HI. Selon la base de données Simbad, NGC 6385 est une galaxie LINER, c'est-à-dire une galaxie dont le noyau présente un spectre d'émission caractérisé par de larges raies d'atomes faiblement ionisés.